# Hípica als Jocs Olímpics d'estiu de 1928 - Doma per equips
La doma per equips va ser una de les sis proves d'hípica que es van disputar als Jocs Olímpics d'Estiu de 1928, a Amsterdam. La competició es va disputar el 10 i 11 d'agost de 1928, amb la participació de 24 gents procedents de 8 nacions diferents.
La suma dels resultats individuals servien per determinar la competició per equips.

## Medallistes
| Or | Plata                                                                           | Bronze                                                                                             |
| Alemanya Carl von Langen i Draufgänger · Hermann Linkenbach i Gimpel · Eugen von Lotzbeck i Caracalla | Suècia Ragnar Olson i Günstling · Janne Lundblad i Blackmar · Carl Bonde i Ingo | Països Baixos Jan van Reede i Hans · Pierre Versteegh i His Excellence · Gerard le Heux i Valérine |

## Classificació final
| Pos. | Nació          | Binomi              | Binomi            | Resultat Individual | Resultat Total |
| Pos. | Nació          | Genet               | Cavall            | Resultat Individual | Resultat Total |
| ---- | -------------- | ------------------- | ----------------- | ------------------- | -------------- |
| 1    | Alemanya       | Carl von Langen     | Draufgänger       | 237,42              | 669,72         |
| 1    | Alemanya       | Hermann Linkenbach  | Gimpel            | 224,26              | 669,72         |
| 1    | Alemanya       | Eugen von Lotzbeck  | Draufgänger       | 208,04              | 669,72         |
| 2    | Suècia         | Ragnar Olson        | Gunstling         | 229,78              | 650,86         |
| 2    | Suècia         | Janne Lundblad      | Blackmar          | 226,70              | 650,86         |
| 2    | Suècia         | Carl Bonde          | Ingo              | 194,38              | 650,86         |
| 3    | Països Baixos  | Jan van Reede       | Hans              | 220,70              | 643,32         |
| 3    | Països Baixos  | Pierre Versteegh    | His Excellence II | 216,80              | 643,32         |
| 3    | Països Baixos  | Gerard le Heux      | Valérine          | 205,82              | 643,32         |
| 4    | França         | Charles Marion      | Linon             | 231,00              | 642,18         |
| 4    | França         | Robert Wallon       | Clough-banck      | 224,08              | 642,18         |
| 4    | França         | Pierre Danloux      | Rempart           | 187,10              | 642,18         |
| 5    | Txecoslovàquia | Emanuel Thiel       | Loki              | 225,96              | 639,94         |
| 5    | Txecoslovàquia | Otto Schöniger      | Ex                | 212,28              | 639,94         |
| 5    | Txecoslovàquia | Jaroslav Hanf       | Elegán            | 201,70              | 639,94         |
| 6    | Àustria        | Arthur von Pongracz | Turridu           | 204,28              | 600,40         |
| 6    | Àustria        | Wilhelm Jaich       | Graf              | 204,16              | 600,40         |
| 6    | Àustria        | Gustav Grachegg     | Daniel            | 191,96              | 600,40         |
| 7    | Suïssa         | Adolphe Mercier     | Queen-Mary        | 203,34              | 569,08         |
| 7    | Suïssa         | Otto Frank          | Solon             | 190,62              | 569,08         |
| 7    | Suïssa         | Werner Stuber       | Ulhard            | 175,12              | 569,08         |
| 8    | Bèlgica        | Oswald Lints        | Rira-t-elle       | 185,86              | 499,70         |
| 8    | Bèlgica        | Henri Laame         | Belga             | 167,70              | 499,70         |
| 8    | Bèlgica        | Roger Delrue        | Dreypuss          | 146,14              | 499,70         |